# Wilde Oscar
Wilde Oscar (Burnham, Buckinghamshire, Inglaterra, 8 de abril de 1967) es un ya retirado actor de películas pornográficas y es conocido por estar casado con la también actriz porno Nici Sterling.

## Cita
De una cita del diario The Independient en junio de 2000.

´´A pesar de que he hecho películas con Nici y a mi parecer, Nici es la estrella de la familia. Es en ella en quienes los directores estan interesados. Durante mucho tiempo el hecho de que éramos una pareja casada era un gran punto de venta. No hay muchos en esta industria y quienes trabajan juntos además en la pantalla, es todavía mas raro.

## Premios
- 1998 AVN Premio @– Mejor Actor De Reparto (Película) @– Doin' el Ritz
- 2001 AVN Premio @– Mejor Actor De Reparto (Vídeo) @– Lado Del oeste[3]